# ديدم إيرول
ديدم إيرول (بالإنجليزية: Didem Erol؛ بالتركية: Didem Erol) هي عارضة وممثلة أسترالية وتركية وأمريكية، ولدت في 9 يناير 1975 في سيدني في أستراليا.

## وصلات خارجية
- ديدم إيرول على موقع IMDb (الإنجليزية)
- ديدم إيرول على موقع قاعدة بيانات الفيلم (الإنجليزية)